# Christisonia thwaitesii
Christisonia thwaitesii là loài thực vật có hoa thuộc họ Cỏ chổi. Loài này được Trimen mô tả khoa học đầu tiên năm 1885.